# Elizabeth Rodriguez (Schauspielerin)

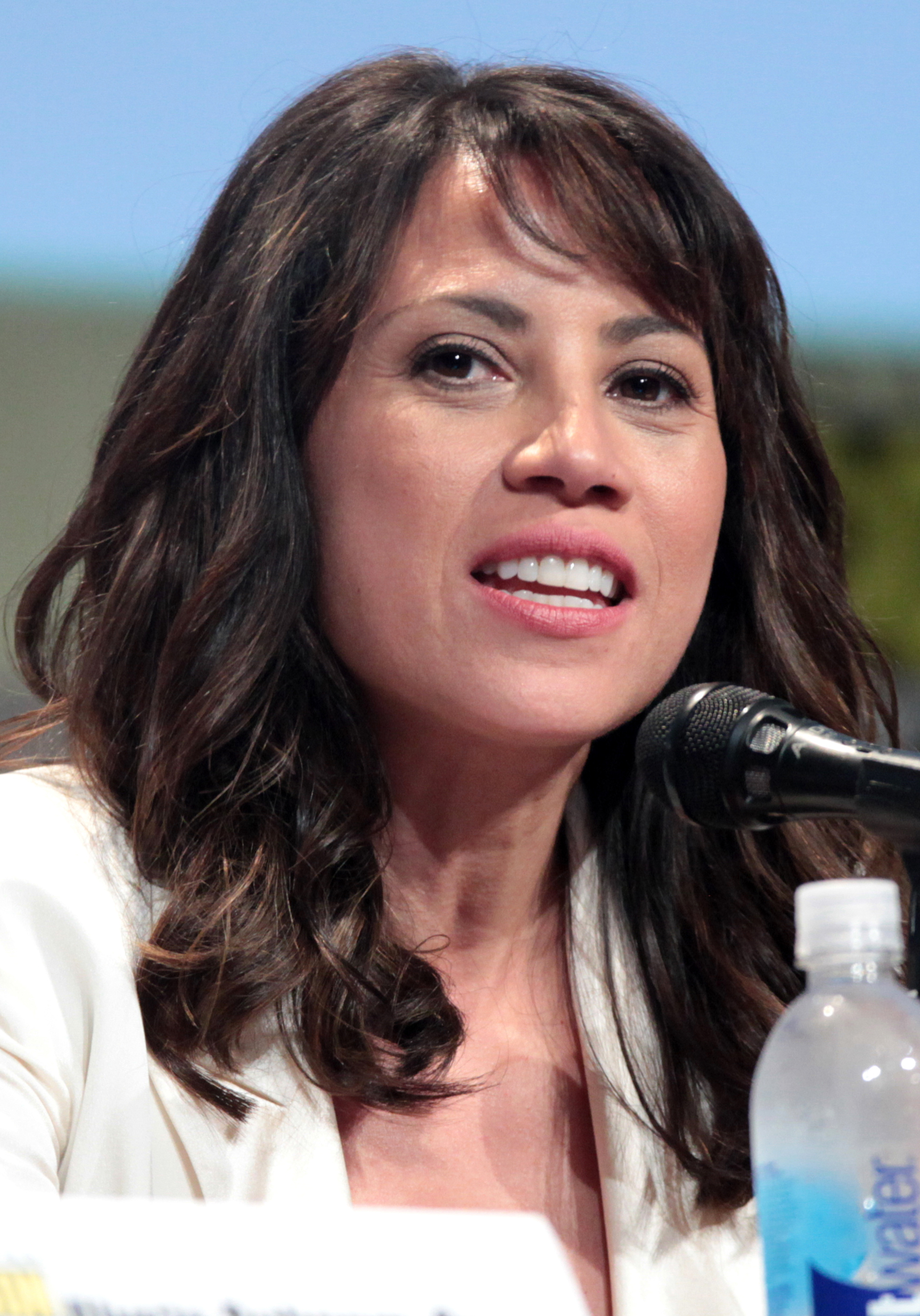
Elizabeth Rodriguez auf der Comic Con (2015)

Elizabeth Rodriguez (* 27. Dezember 1980 in New York City, New York) ist eine US-amerikanische Schauspielerin.

## Leben
Elizabeth Rodriguez wurde im New Yorker Stadtteil Manhattan geboren und wuchs auch dort auf. Sie erlangte ihren Collegeabschluss am Lehman College in der Bronx. Nach ihrem Abschluss studierte sie zwei Jahre in den William Esper Studios in New York City.
Nachdem Rodriguez bereits seit 1991 in Filmen und Serien auftrat, unter anderem in New York Cops – NYPD Blue, Six Feet Under – Gestorben wird immer, The Shield – Gesetz der Gewalt und Miami Vice, hatte sie ihre erste größere Rolle zwischen 2008 und 2009 in der Seifenoper All My Children. Zwischen 2011 und 2012 folgte eine Nebenrolle in der Serie Prime Suspect an der Seite von Maria Bello. Von 2013 bis 2019 war sie als Aleida Diaz in der Netflix-Serie Orange Is the New Black in einer Nebenrolle zu sehen. Weitere Nebenrollen verkörperte sie von 2014 bis 2015 in den Serien Power und Grimm. Von 2015 bis 2016 war sie im The Walking Dead-Spin-off Fear the Walking Dead in ihrer ersten Serienhauptrolle zu sehen. Sie ist auch als Theaterspielerin in verschiedenen Produktionen erfolgreich gewesen. Für ihre Rolle in Stephen Adly Guirgis' The Motherfucker with the Hat am Broadway wurde sie für einen Tony Award als beste Nebendarstellerin in einem Theaterstück nominiert und gewann den Outer Critics Circle Award sowie einen Theatre World Award.

## Filmografie (Auswahl)
- 1991: Bedhead (Kurzfilm)
- 1994:	Fresh
- 1994: CBS Schoolbreak Special (Fernsehreihe, Folge 12x02)
- 1994: Lifestories: Families in Crisis (Fernsehserie, Folge 1x13)
- 1994–1995: New York Undercover (Fernsehserie, 5 Folgen)
- 1994–2009: Law & Order (Fernsehserie, 3 Folgen)
- 1995: Inflammable (Fernsehfilm)
- 1995:	Dead Presidents
- 1995: New York News (Fernsehserie, 3 Folgen)
- 1995, 2000: New York Cops – NYPD Blue (NYPD Blue, Fernsehserie, 2 Folgen)
- 1997: F/X: The Series (Fernsehserie, 2 Folgen)
- 1997:	I Think I Do
- 1998: Für das Leben eines Freundes (Return to Paradise)
- 1999–2001: Emergency Room – Die Notaufnahme (ER, Fernsehserie, 3 Folgen)
- 2001:	Acts of Worship
- 2001: Just Shoot Me – Redaktion durchgeknipst (Just Shoot Me!, Fernsehserie, Folge 5x10)
- 2001: Six Feet Under – Gestorben wird immer (Six Feet Under, Fernsehserie, Folge 1x04)
- 2001:	Blow
- 2002: Diagnosis Murder: Without Warning (Fernsehfilm)
- 2002: Third Watch – Einsatz am Limit (Third Watch, Fernsehserie, Folge 4x02)
- 2002–2003: The Shield – Gesetz der Gewalt (The Shield, Fernsehserie, 2 Folgen)
- 2005:	Four Lane Highway
- 2005: Sueño Americano – Liebe, Musik, Leidenschaft (Sueño)
- 2006:	Miami Vice
- 2007:	Tracks of Color (Kurzfilm)
- 2007: On Bloody Sunday
- 2008: A Line in the Sand
- 2008–2009: All My Children (Seifenoper)
- 2009: FlashForward (Fernsehserie, Folge 1x08)
- 2010: Jack in Love (Jack Goes Boating)
- 2010: Cold Case – Kein Opfer ist je vergessen (Cold Case, Fernsehserie, Folge 7x13)
- 2011–2012: Prime Suspect (Fernsehserie, 5 Folgen)
- 2012: Law & Order: Special Victims Unit (Fernsehserie, Folge 13x14)
- 2013–2019: Orange Is the New Black (Fernsehserie, 60 Folgen)
- 2013: Mad (Fernsehserie, Folge 4x17, Stimme)
- 2014: The Drop – Bargeld (The Drop)
- 2014–2015: Grimm (Fernsehserie, 5 Folgen)
- 2014–2020: Power (Fernsehserie, 15 Folgen)
- 2015–2016: Fear the Walking Dead (Fernsehserie, 7 Folgen)
- 2016: 11:55
- 2016: Devious Maids – Schmutzige Geheimnisse (Devious Maids, Fernsehserie, 2 Folgen)
- 2017: Logan – The Wolverine (Logan)
- 2017: Chance (Fernsehserie, 9 Folgen)
- 2018: Skate Kitchen
- 2018: Making Babies
- 2019–2020: Shameless (Fernsehserie, 5 Folgen)
- 2020–2024: Power Book II: Ghost (Fernsehserie, 3 Folgen)
- 2020: Star Wars: The Clone Wars (Fernsehserie, 4 Folgen, Stimme)
- 2021: The Good Doctor (Fernsehserie, Folge 4x15)
- 2021: Star Wars: The Bad Batch (Fernsehserie, Folge 1x06, Stimme)
- 2022: Allswell
- 2022: We Are Gathered Here Today
- 2022–2023: East New York (Fernsehserie, 21 Folgen)
- 2024: Chicago P.D. (Fernsehserie, Folge 12x06)